# ふれたら消えてしまう
「ふれたら消えてしまう」は、2016年7月6日、GIZA studioから発売された植田真梨恵のメジャー5枚目のシングル。

## 概要
表題曲はAbemaTV『みのもんたのよるバズ!』エンディング・テーマとして起用された。
初回盤のみ2015年11月30日に渋谷eggmanで行った弾き語りライブの模様を収録したDVD付き。

## 収録曲
全曲　作詞・作曲：植田真梨恵
1. ふれたら消えてしまう
編曲：岡崎健
2. ルーキー
編曲：Bonn
3. まわりくるもの
編曲：植田真梨恵
4. ふれたら消えてしまう –off vo.–
5. ルーキー –off vo.–

## レコーディング参加
- 麻井寛史（Sensation） - ベース
- 車谷啓介（Sensation） - ドラム